# Focus TV
Die Focus TV Produktions GmbH (Eigenschreibweise: FOCUS TV) ist eine deutsche TV-Produktionsgesellschaft mit Sitz in München. Sie ist eine Tochtergesellschaft des Focus Magazin Verlags, einem Unternehmen der Hubert Burda Media, und wurde 1995 gegründet. Das Portfolio der Focus TV Produktions GmbH umfasst die Produktion von diversen TV-Formaten für den deutschen Free-TV-Markt.

## Produktionen
Die Gesellschaft produziert u. a. Magazinsendungen, Reportagen, Dokumentationen, Talkshows und Doku-Soaps für deutsche Privat- und öffentlich-rechtliche Sender sowie Image- und Industriefilme. Die wichtigsten Produktionen mit Sender und Frequenz sind bzw. waren:
- Die PS-Profis (Sport1), 14-täglich
- Eins gegen Eins (Sat.1, 2011–2013), wöchentlich, 2013 eingestellt
- Faszination Leben (RTL), wöchentlich
- Focus TV Magazin (ProSieben, 1996–2009), wöchentlich, 2009 eingestellt[1][2]
- Focus TV Reportage (Sat.1, 2005–2020), circa 26 Folgen pro Jahr, 2020 eingestellt[3]
- Focus TV spezial (Sat.1/ProSieben)
- Future Trend (RTL), staffelweise
- Grip – Das Motormagazin (RTL II), wöchentlich
- K1 Magazin (Kabel 1), wöchentlich
- Mein Neuer Alter (RTL II), wöchentlich

Außerdem betrieb die Focus TV Produktions GmbH vom 1. Juni 2005 bis zum 15. September 2010 den Pay-TV-Sender Focus Gesundheit.

## Geschäftsführung
- Hans Fink (Geschäftsführer)

## Kritik
Die Redaktion von Focus TV geriet durch eine Reportage zu den vermeintlichen Gefahren von sogenannten Killerspielen in die Kritik, die Aufnahmen eines angeblich computerspielsüchtigen Jugendlichen enthielt. Dieses Video, dessen Inhalt fiktiv ist, hatte der infolgedessen als Angry German Kid bekannt gewordene Protagonist jedoch selbst produziert und zur Unterhaltung ins Internet gestellt. Durch die Verbreitung der von Focus TV als authentisch dargestellten Aufnahmen war der Betroffene nach eigenen Aussagen mehrere Jahre hinweg Belästigungen durch seine Mitschüler ausgesetzt und fand anfangs auch keinen Ausbildungsplatz.